# Teologia fondamentale
La teologia fondamentale è quella disciplina interna alla teologia cristiana che intende chiarire i fondamenti o presupposti epistemologici del sapere teologico, ovvero chiarire se e in che misura l'uomo può parlare di Dio e delle verità a lui relative, che di per sé sono trascendenti, cioè al di fuori della portata dell'uomo.
Nella sostanza, essa coincide con l'apologetica, dicitura usata a partire dai primi secoli dell'era cristiana, caratterizzata però da un particolare intento di difesa della fede cristiana e di un certo attacco verso le posizioni antagoniste, intenti che nel panorama attuale della teologia fondamentale sono scemati d'intensità.
All'interno del suo ambito si trovano problemi come l'essenza della verità, l'esistenza di Dio, la possibilità dell'uomo di conoscerlo con o senza rivelazione, la fede e il suo rapporto con la ragione e con la scienza, l'esistenza e il significato del male (teodicea), il rapporto tra la fede cristiana e le altre religioni.

## Storia
Nel XVIII secolo la teologia fondamentale iniziò a prendere forma negli scritti di Johann Sebastian von Drey (1777-1853), fondatore della scuola cattolica di Tubinga, che nel 1848 pubblicò Apologetica e dimostrazione scientifica della divinità del cristianesimo, e in quelli di Giovanni Perrone le cui Praelectiones Theologicae ebbero l'obbiettivo di dimostrare la veridicità della Rivelazione. In questi scritti la teologia fondamentale, chiamata apologetica, è presentata per la prima volta come una nuova disciplina autonoma dalla teologia dogmatica, seppure appesantita ancora da un approccio filosofico-razionalista.
Grazie a von Drey, la prima cattedra di teologia fondamentale al mondo fu occupata nel 1857 dal filosofo e teologo austriaco Johann Nepomuk Ehrlich presso l'Università di Praga dove, due anni più tardi, iniziò a pubblicare i due volumi della sua Fundamentaltheologie (dal 1859 al 1862).
A cavallo tra le due guerre si assiste al graduale abbandono della teologia manualistica, speculativa, razionale e scolastica che aveva preso vita dopo il Concilio Vaticano I in risposta alle accuse mosse dai razionalisti contro la fede. In filosofia emerge il personalismo e in teologia un'apertura al dialogo con le altre confessioni religiose. Viene così a crearsi una nuova teologia cristologica, cristocentrica e dialogica i cui maggiori esponenti sono: Romano Guardini, Karl Rahner, Hans Urs von Balthasar, De Lubac, Jean Danielou e Ratzinger. La loro teologia precorre il Vaticano II.
Il decreto Optatam Totius stabilì che la teologia in genere dovesse avere una duplice finalità formativa e pastorale, vale a dire quella di formare persone al servizio del popolo di Dio mediante una base scritturistica e cristocentrica. La teologia fondamentale assumeva il compito di motivare e chiarire il contenuto della rivelazione Cristiana e le ragioni della sua credibilità con una duplice finalità: una finalità fondativa che mirava ad andare alla radice del Vecchio e del Nuovo testamento; una finalità apologetica, che aveva lo scopo di chiarire le ragioni della fede agli stessi credenti e anche ai non credenti. Ciò avveniva mediante un metodo fenomenologico-ermeneutico che si accostava al fenomeno della rivelazione per interpretarne i contenuti, e mediante una successiva fase critico-veritativa che andava ad appurare la veridicità delle interpretazioni con l'uso della ragione critica.
La costituzione apostolica Sapientia christiana del 1979 fu il primo documento pontificio nel quale compare l'espressione "teologia fondamentale", descritta come una delle discipline obbligatorie del primo ciclo di studi della facoltà di Sacra Teologia. Essa fa riferimento "anche alle questioni circa l'ecumenismo, le religioni non-cristiane e l'ateismo.
Il 30 settembre 1995 ebbe luogo il primo congresso internazionale di teologia fondamentale promosso dalla Pontificia Università Gregoriana  nel quale si stabilirono i confini della nuova disciplina con particolare riferimento alla teologia dogmatica: se la teologia fondamentale guarda al dialogo fra fede e ragione e con gli uomini del proprio tempo, la teologia dogmatica cerca di dimostrare la veridicità dei dogmi della fede.
La Fides et ratio del 1998 stabilì che la teologia aveva il compito di ricomporre la frammentazione dei saperi che aveva condotto all'idea dell'impossibilità di raggiungere la verità con la ragione umana e la fede. Secondo l'enciclica, fede e ragione sono due realtà complementari che si autoalimentano, come le ali che sostengono lo spirito umano nel suo innalzarsi verso la contemplazione della verità. In questo contesto, la teologia fondamentale assumeva il compito di rendere ragione riguardo alla fede, di giustificare ed esplicitare il legame tra fede e riflessione e filosofica ascoltando i filosofi, di studiare la rivelazione cristiana e la sua credibilità con il corrispondente atto di fede.